# Поуп (окръг, Арканзас)
Окръг Поуп (на английски: Pope County) е окръг в щата Арканзас, Съединени американски щати. Площта му е 2152 km², а населението – 61 754 души (2010). Административен център е град Ръселвил.